# Dans les mains du pistolero
Pour plus de détails, voir Fiche technique et Distribution.
Dans les mains du pistolero (Ocaso de un pistolero) est un western spaghetti hispano-italien sorti en 1965, réalisé par Rafael Romero Marchent.

## Synopsis
Le shérif Robert Rogers tue accidentellement le fils d'un pistolero, Dan Murphy. Celui-ci se venge en kidnappant le fils du shérif. Il est ensuite contraint par les circonstances à revenir à sa vie d'autrefois et à rendre l'enfant, avant de se confronter en duel au shérif. 

## Fiche technique
- Titre français : Dans les mains du pistolero
- Titre original espagnol : Ocaso de un pistolero
- Genre : Western spaghetti
- Réalisation : Rafael Romero Marchent
- Scénario : Joaquín Luis Romero Marchent
- Production : PEA (Rome), C.C. Astro (Madrid)
- Photographie : Fausto Zuccoli
- Montage : Enzo Alabiso
- Musique : Angelo Francesco Lavagnino
- Décors : Saverio D'Eugenio
- Maquillage : Emilio Puyol
- Année de sortie : 1965
- Durée : 76 minutes
- Langue : espagnol, italien
- Pays :  Espagne,  Italie
- Distribution en Italie : PEA
- Date de sortie en salle en France : 26 novembre 1969[1]

## Distribution
- Craig Hill : Dan Murphy
- Gloria Milland : Miriam
- Piero Lulli : Davy Caster
- Raf Baldassarre (sous le pseudo de Ralph Baldwyn) : Mack
- John Bartha : shérif Fred
- Jesús Puente : shérif Rogers
- José Guardiola : Johnny Caster
- Conchita Núñez : Margaret Dixon
- Paco Sanz : Alex Dixon
- Carlos Romero Marchent : Pat Davis
- Hugo Blanco : Charlie Caster
- Francisco Huetos : Andy
- Lorenzo Robledo : Slim Caster
- Rufino Inglés : barman
- Jesús Guzmán : juge